# Хайям (месторождение)
Хайям (перс. میدان گازی خیام‎) — иранское месторождение природного газа, которое было обнаружено в 2011 году и является одним из крупнейших газоконденсатных месторождений страны.

## Расположение и запасы
Месторождение Хайям находится в восточной части портового города Ассалуйе (район Персидского залива) и содержит природный газ и конденсат. Суммарно доказанные запасы месторождения составляют 260 млрд м3 газа, из которых как минимум 80 % могут быть извлекаемыми, и 220 млн т газоконденсата; на нём планируется добывать около 24 млн м3 в день.

## Разработка
В 2013 году, по предложению Ирана, право на работу в проекте разработки месторождения Хайям получила российская компания «Зарубежнефть».